# Hrókr
Hrókr fue un guerrero vikingo de Dinamarca en la era de Vendel (siglo VI), que aparece como personaje protohistórico en la saga de Hrólfr Kraki donde se menciona que era hijo de Signý, hija mayor del rey Healfdene y del jarl Sævil.
Hrókr protagonizaría un cruento episodio de la historia épica escandinava, pues a la muerte de su abuelo Healfdene, sus dos hijos varones recibieron como herencia Helgi (Halga) el reino de Dinamarca y Hróarr (Hroðgar), quien se desplazó al reino de Northumbria para casarse con Ögn, hija del rey Norðr, una reliquia en forma de valioso anillo. Hrókr se vio despechado y encabezó una flota vikinga, atacó Northumbria, mató a su tío y lanzó el anillo al mar (que recuperaría el hijo de Hróarr, Agnar, más tarde) pero Helgi se vengaría capturando a su sobrino, a quien como venganza por la muerte de su hermano le amputó las extremidades.